# Эмек-Изреэль (региональный совет)
Эмек-Изреэль (ивр. עמק יזרעאל‎) — региональный совет в Северном административном округе Израиля, расположенный в основном в Нижней Галилее.
В региональный совет входят 38 населённых пунктов: 15 кибуцев, 15 мошава, 6 общинных поселения и 2 бедуинские деревни.

## История
Региональный совет «Изреэль» был создан в конце 1941 года, вторым после регионального совета «Эмек-Хефер».
В 1980 году Региональный совет «Изреэль» и региональный совет «Кишон» были объединены и объединенный региональный совет был назван «Эмек-Изреэль».

## Границы совета
Региональный совет Эмек-Изреэль ограничен следующими административными единицами:
- С севера: региональный совет Ха-Галиль-ха-Тахтон, Назарет, Кафр-Манда и Шефарам
- С востока: региональный совет Эмек-ха-Ярден и Кфар-Тавор
- С юга: региональный совет Гильбоа и региональный совет Мегидо
- С запада: региональный совет Звулун и Кирьят-Тивон

## Население
По статистическим данным Центрального статистического бюро Израиля население регионального совета на 2024 год составляет 40 889 человек.